# Juan Docal
Juan Ramón Docal Nates (Laredo, Cantabria, España, 4 de marzo de 1949) es un exfutbolista español que se desempeñaba como defensa. Es el hermano del también futbolista Francisco Docal.

## Clubes
- Información:.[2]

| Club                          | País          | Año           | PJ  | G |
| ----------------------------- | ------------- | ------------- | --- | - |
| Real Racing Club de Santander | España        | 1966-1968     | 22  | 0 |
| Europa Delicias               | España        | 1969-1970     | 1   | 0 |
| Real Valladolid Deportivo     | España        | 1970-1977     | 237 | 4 |
| Barakaldo C. F.               | España        | 1977-1979     | 60  | 0 |
| Total carrera                 | Total carrera | Total carrera | 320 | 1 |